# Federación Ibérica de Juventudes Libertarias
Federación Ibérica de Juventudes Libertarias (FIJL) var en anarkistisk ungdomsorganisation som skapades 1932 i Madrid, Spanien. I februari 1937 organiserade FIJL sin andra kongress. Deltagarantalet var:
- Andalusien: 7.400
- Extremadura: 1.907
- Valencia och Murcia: 8.200
- Castile 18.469
- Aragón: 12.089
- Katalonien: 34.156

Efter spanska inbördeskriget hade FIJL två grenar; en i exil i Paris och en underjordisk, illegal gren i Spanien under Franco.